# BRENDA
BRENDA (acrònim de BRaunschweig ENzyme DAtabase) és una de les bases de dades més àmplies amb informació molecular i bioquímica sobre enzims i rutes metabòliques. Inclou informació sobre la classificació i nomenclatura, reacció i especificitat, paràmetres funcionals, aparició, estructura i estabilitat de l'enzim, mutants i enginyeria enzimàtica, preparació i aïllament, aplicació d'enzims i dades relacionades amb lligands.
Va ser fundada l'any 1987 pel Centre Nacional de Biotecnologia Alemany (GBF) a Brunsvic, al que actualment és el Centre Helmholtz d'Investigació sobre Infeccions (HZI). Llavors va ser administrada per l'Institut de Bioquímica de la Universitat de Colònia fins al 2007, mentre que en l'actualitat està en mans del Departament de Bioquímica i Bioinformàtica de la Universitat Tècnica de Brunsvic. Les seves dades estan disponibles en línia des de 1998, després d'haver-les publicat en llibres des de la seva fundació.